# Iglesia del Sagrado Corazón (Córdoba)
La Iglesia del Sagrado Corazón de Jesús, más conocida como la Iglesia de los Capuchinos, está ubicada en la ciudad de Córdoba, Argentina en la intersección de las calles Buenos Aires y Obispo de Oro. La Iglesia de los capuchinos pertenece a la Orden Franciscana y fue elegida como  Maravilla Artificial de la Ciudad.  Su construcción comenzó en el año 1926 y fue finalizada en el año 1934. Fue la primera iglesia argentina realizada con hormigón armado.

## Historia de su nombre
En el año 1911 llegan a la ciudad de Córdoba los primeros misioneros capuchinos, los cuales se distinguían por el uso de capuchas o capas. En un principio, estos vivían en pequeñas casas y atendían en la parroquia de las Hermanas del Buen Pastor. En 1926 se comienza la construcción de la Iglesia del Sagrado Corazón de Jesús, conocida por los vecinos del barrio como la Iglesia de los Capuchinos, que está situada en uno de los barrios más importantes de Córdoba en esos tiempos, Nueva Córdoba.

## Nombre Original
El nombre original de la Iglesia de los Capuchinos es "La Iglesia del Sagrado Corazón de Jesús”. El Sagrado Corazón de Jesús en la Iglesia Católica se refiere a la devoción del corazón físico de Jesús, que es símbolo del amor divino. La devoción al Sagrado Corazón tiene sus raíces en una corriente mística que se centra en Jesús y su muerte en la cruz y muestra a su corazón como centro vital, símbolo de entrega y de amor por la humanidad.

## Arquitectura

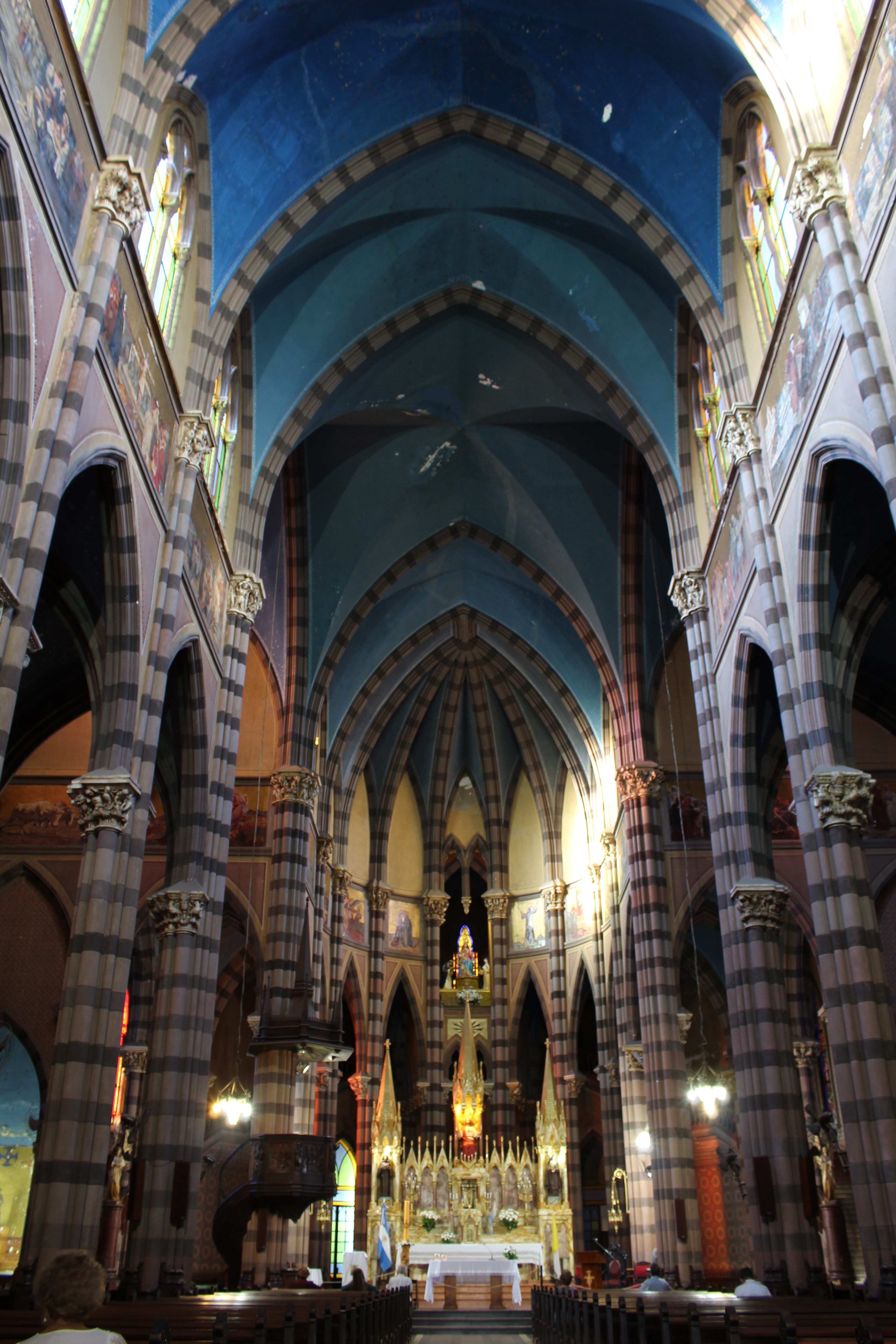
Vista del interior

El arquitecto que se encargó del diseño de la iglesia fue Augusto Ferrari quien realizó su trabajo en un estilo neogótico aprendido en Europa.
El ingreso a la Iglesia del Sagrado Corazón está ornamentado con estatuas de Moisés y Juan El Bautista. En el lateral derecho se puede observar la torre trunca, que representa la materia que muere; del otro lado, la otra torre de 70 metros representa el alma que asciende. La Iglesia de los Capuchinos se destaca por su gran número de esculturas y pinturas. Su techo es especialmente llamativo, ya que está conformado por bóvedas ornamentadas por distintos artistas. Cada una de las bóvedas tiene estrellas doradas y representa el cielo nocturno de Córdoba en los distintos meses del año.
La Iglesia también cuenta con obras de arte que tratan de la vida de San Francisco De Asís. Ferrari diseñó las columnas de distintos estilos que llegan a la altura de las naves y representan las diferentes culturas precristianas. En el centro de la cornisa, que marca el comienzo de la fachada, hay un vitral y una escultura de San Francisco de Asís mirando hacia el cielo con las manos entrecruzadas.

## Acceso principal
La puerta mayor se ubica sobre la calle Obispo Oro en esquina con la calle Buenos Aires.

## Galería

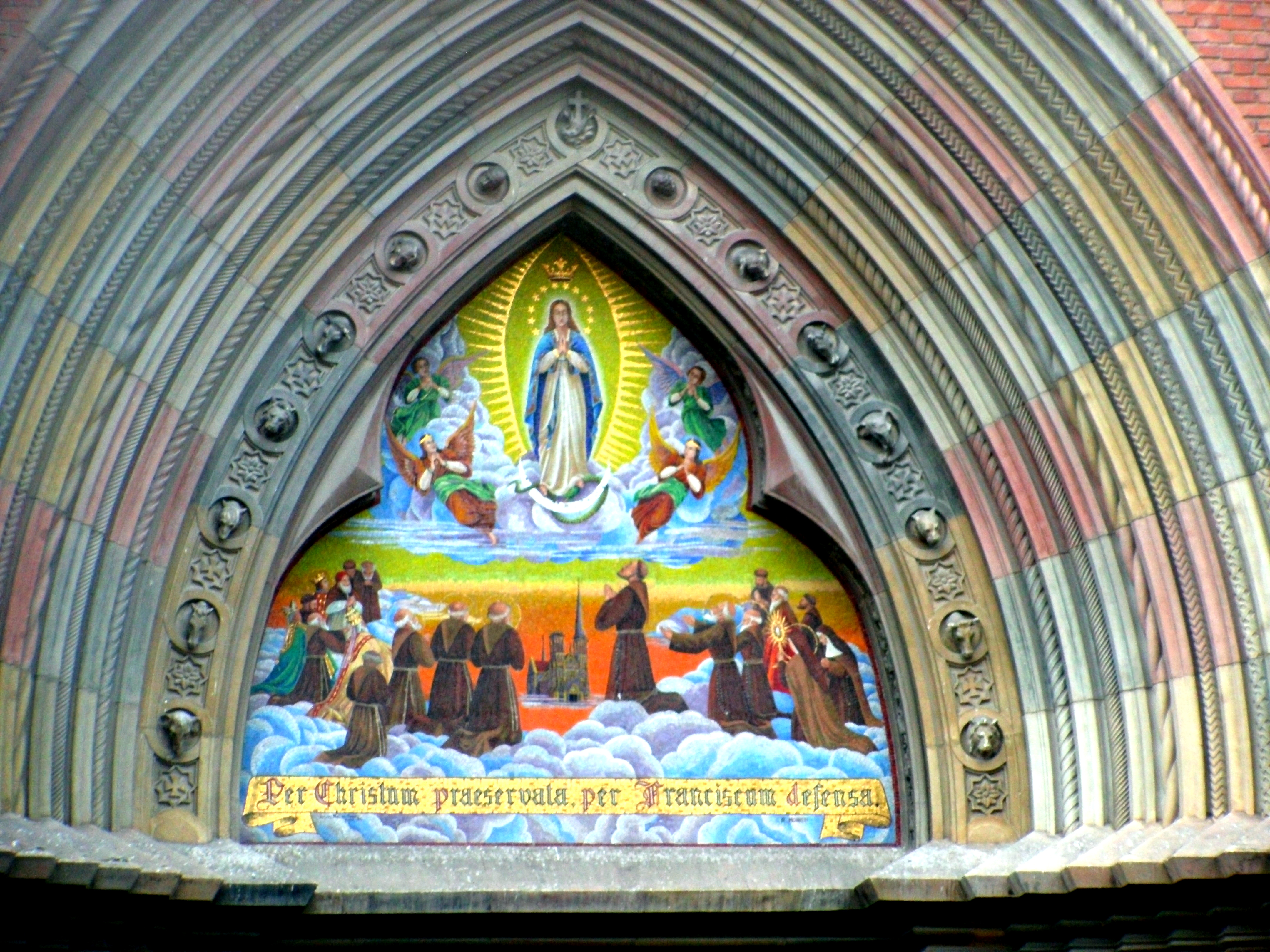
Frescos de la iglesia.
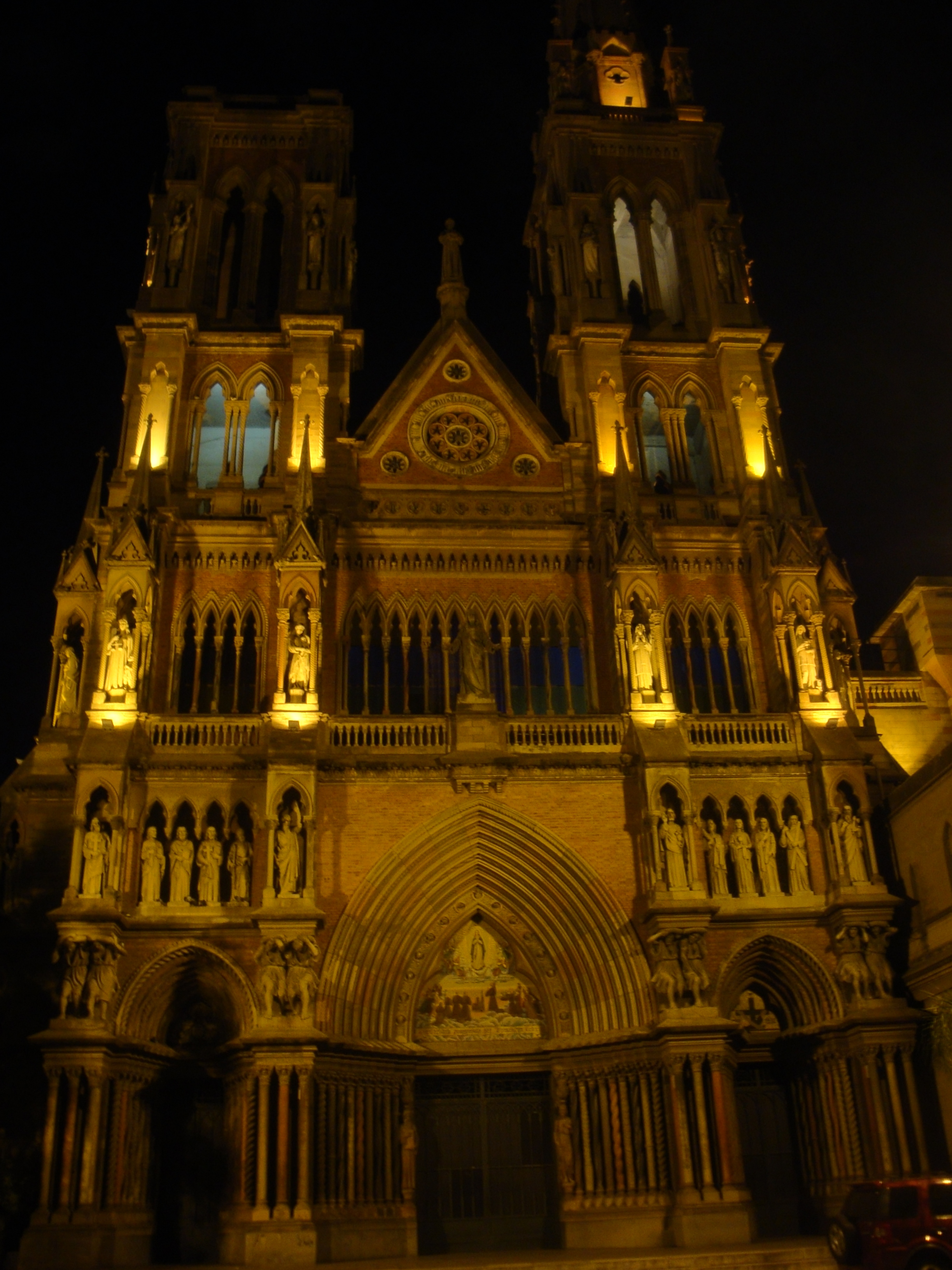
Fachada de noche.
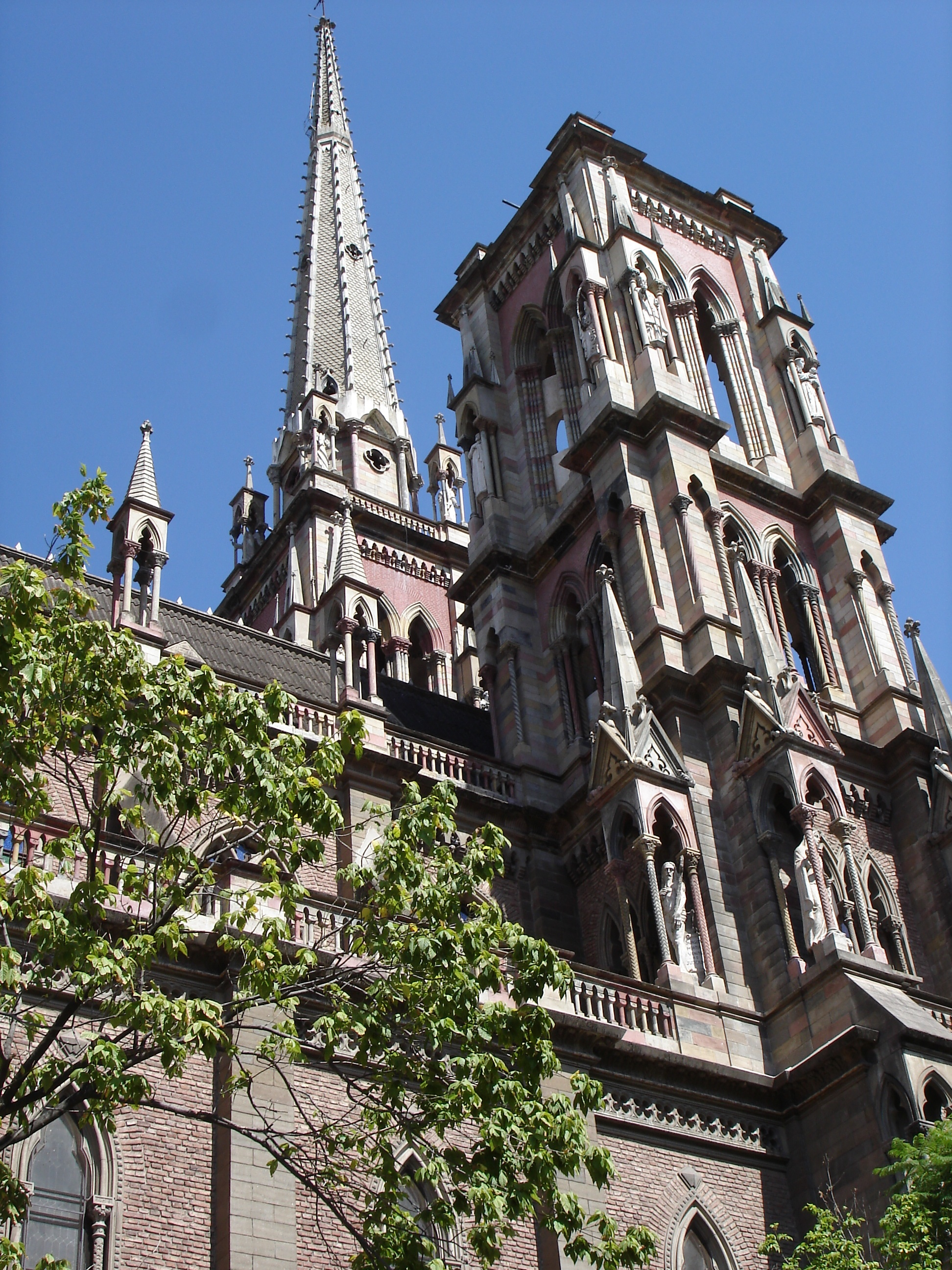
Vista lateral.
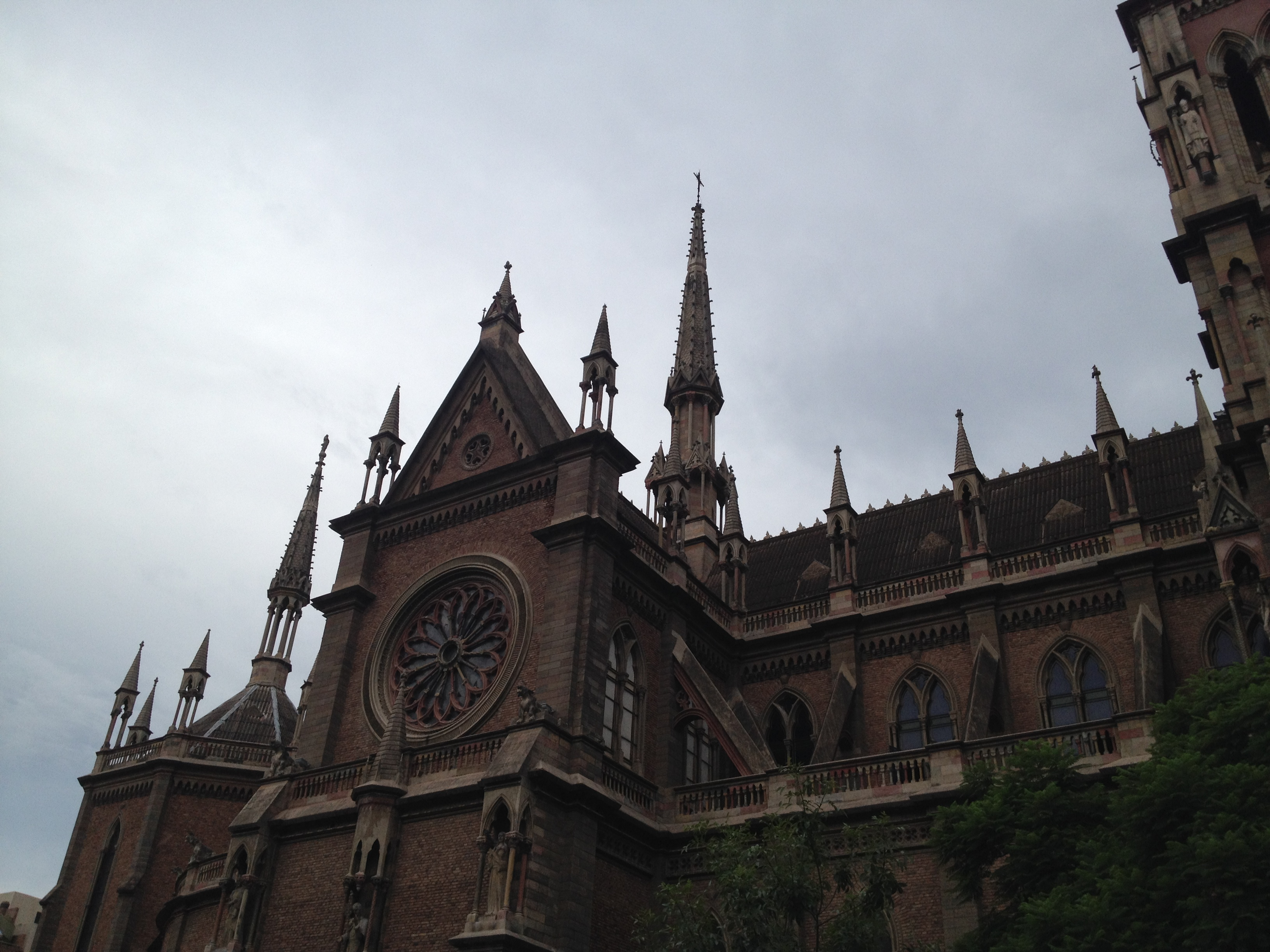
Vista lateral.
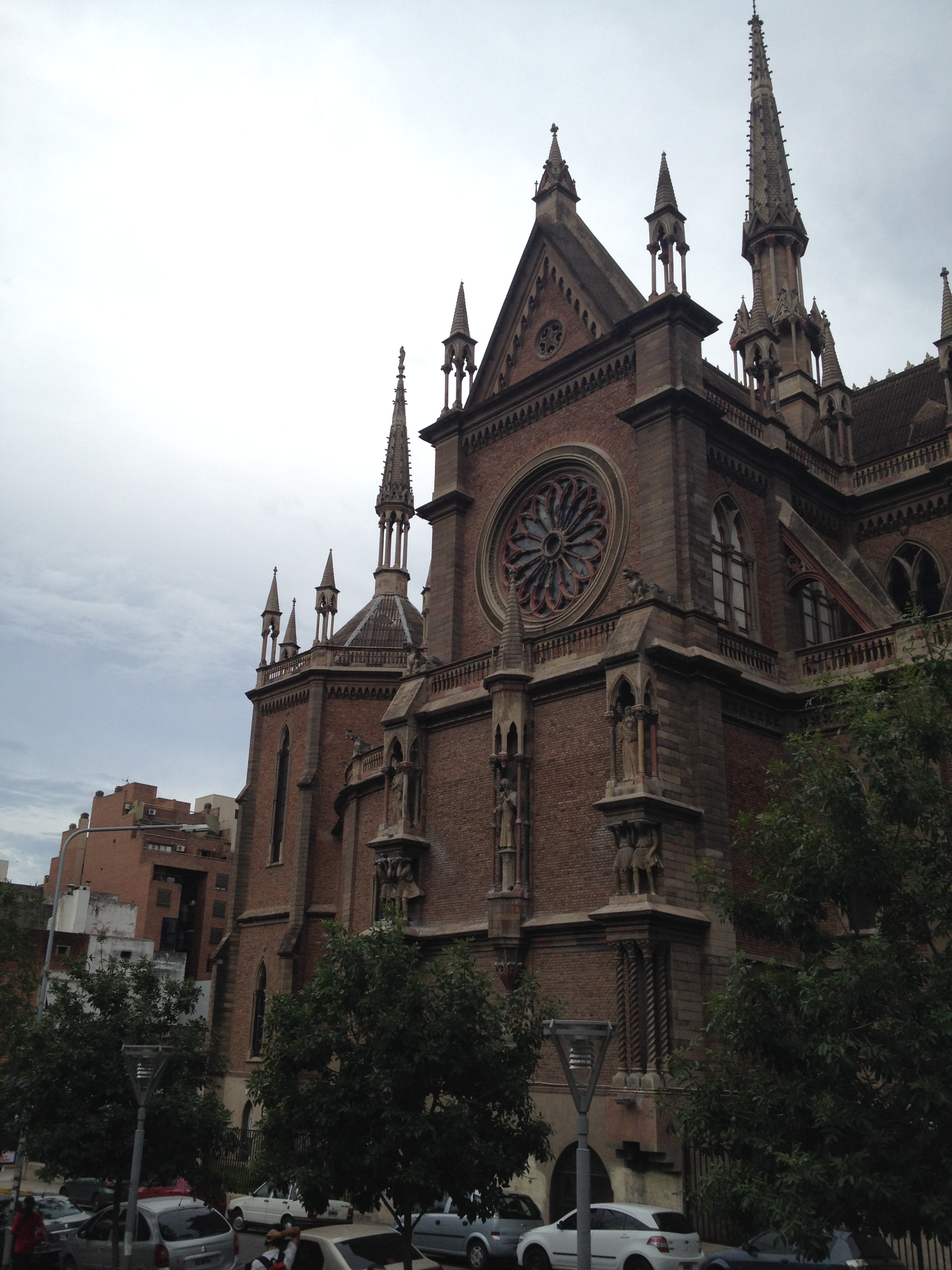
Vista lateral.
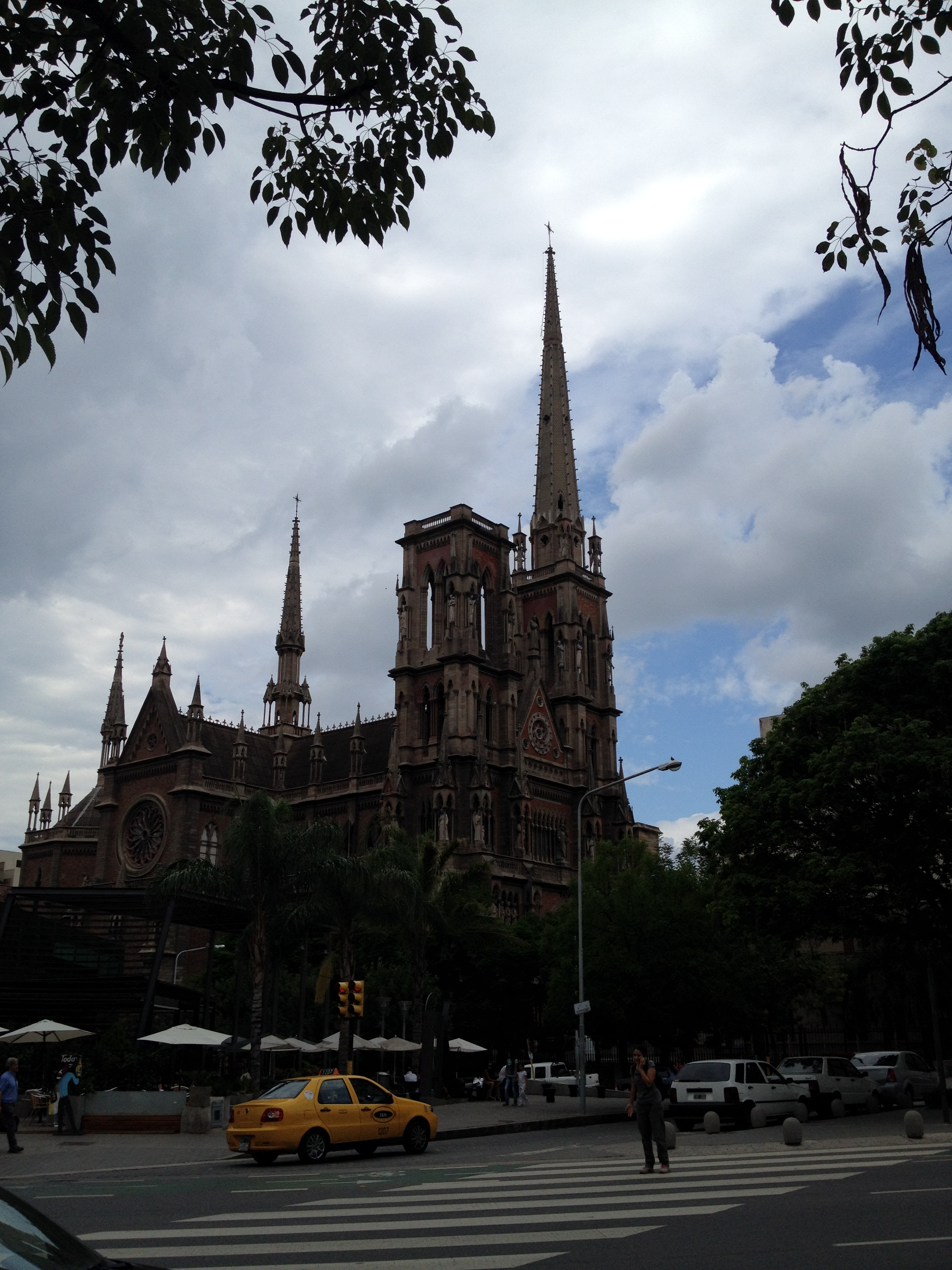
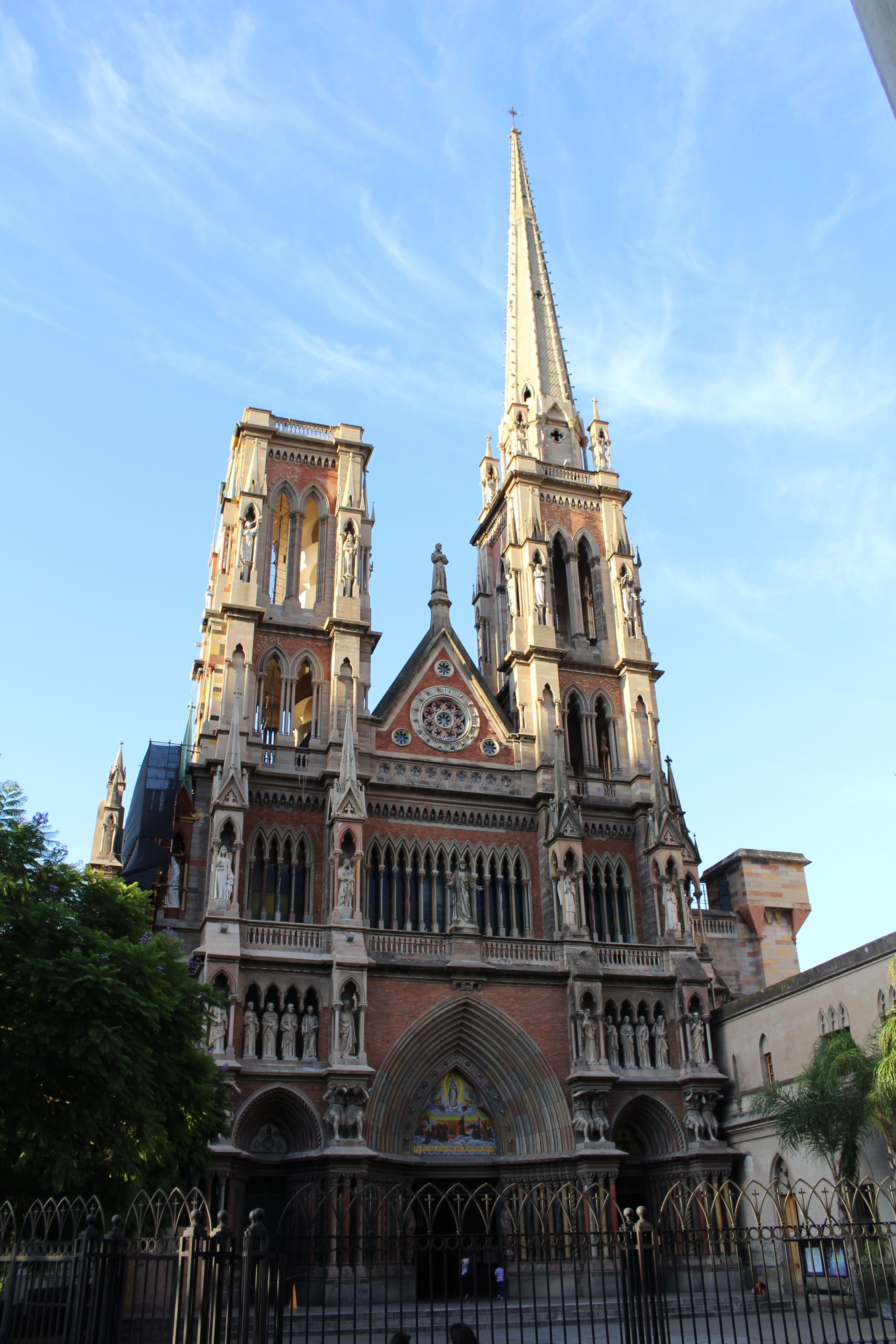
Vista de frente.